# Friedhelm Zeuner
Friedhelm Zeuner (* 1936 in Kiel) ist ein deutscher Architekt.

## Biographie
Nach einer abgeschlossenen Maurerlehre in Hamburg und einem Architekturstudium in Darmstadt fand Zeuner mit dem Entwurf zum Neubau der Simeonkirche Mitte der 1960er Jahre eine Partnerschaft mit dem Architekten Friedhelm Grundmann.

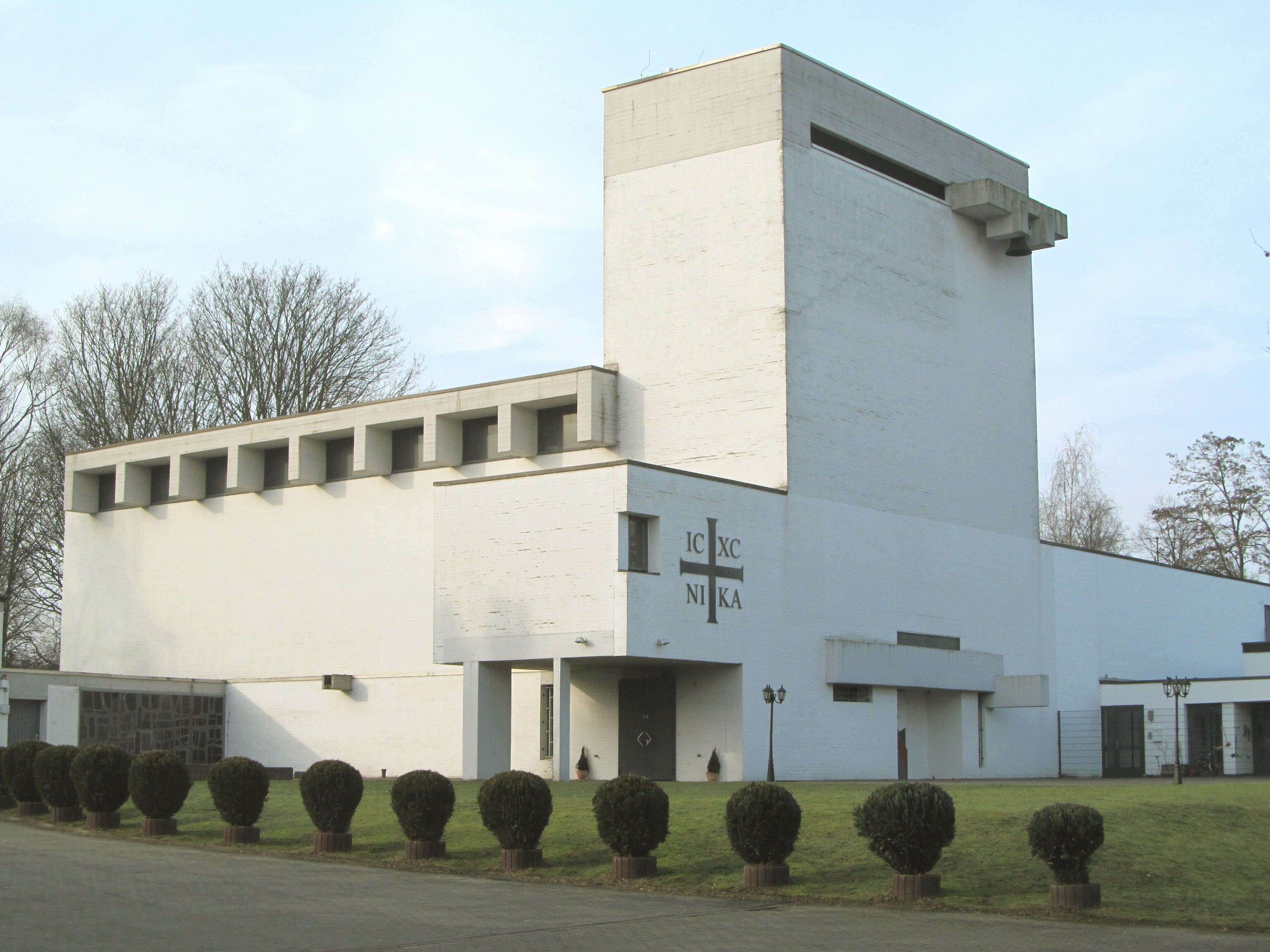
Simeonkirche Hamburg-Hamm

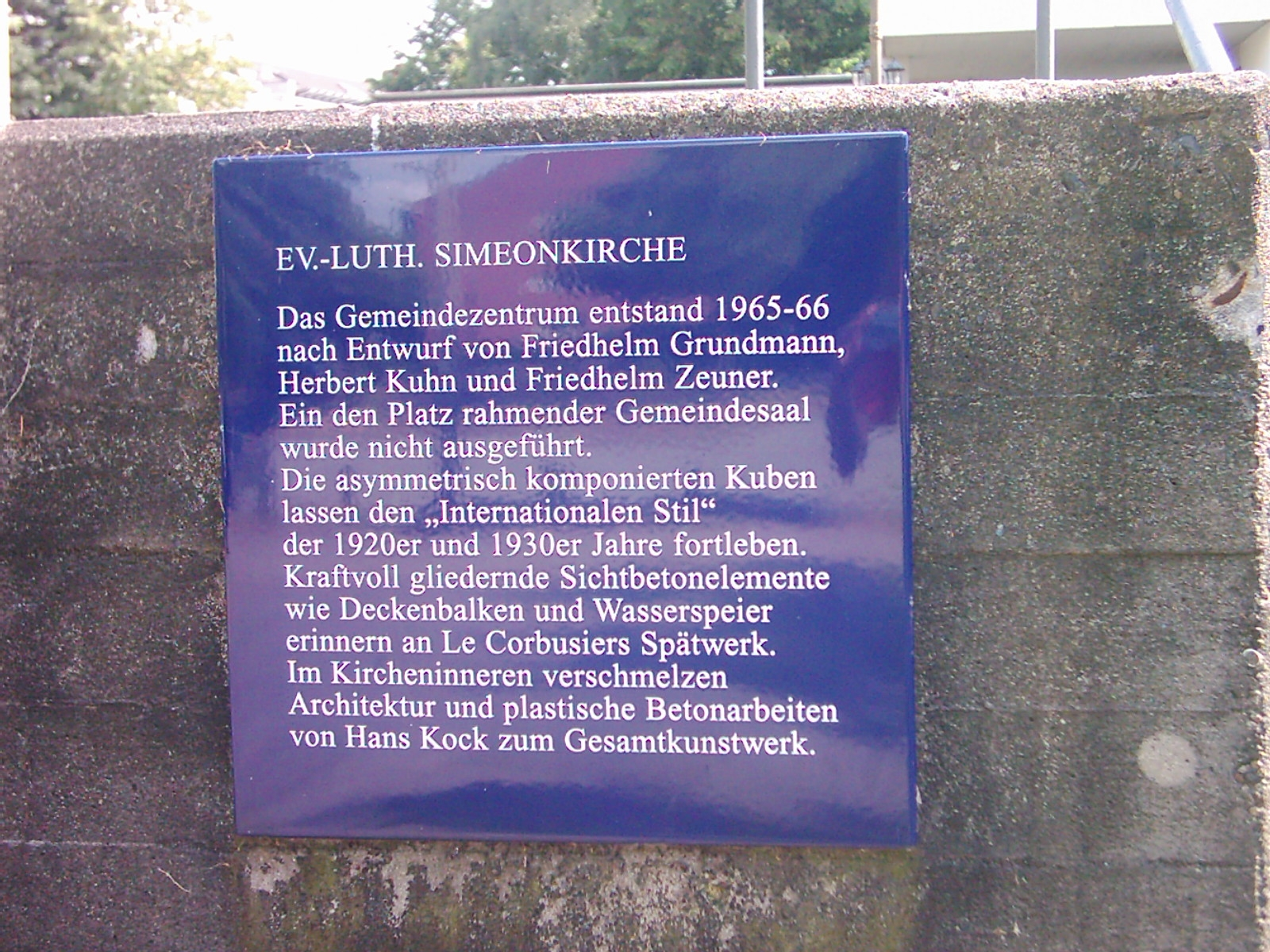
Hamburg-Hamm Simeonkirche Tafel

Unter der Partnerschaft Grundmann, Rehder, Zeuner (GRZ) wurden neben diversen Neubauten unterschiedlicher Gebäudetypen mit Schwerpunkt Kirchenbau auch denkmalpflegerische Planungen durchgeführt und u. a. die Restaurierung bzw. Neukonstruktion der historischen Fleethäuser in der Deichstraße und am Nikolaifleet in Hamburg-Altstadt vorgenommen.

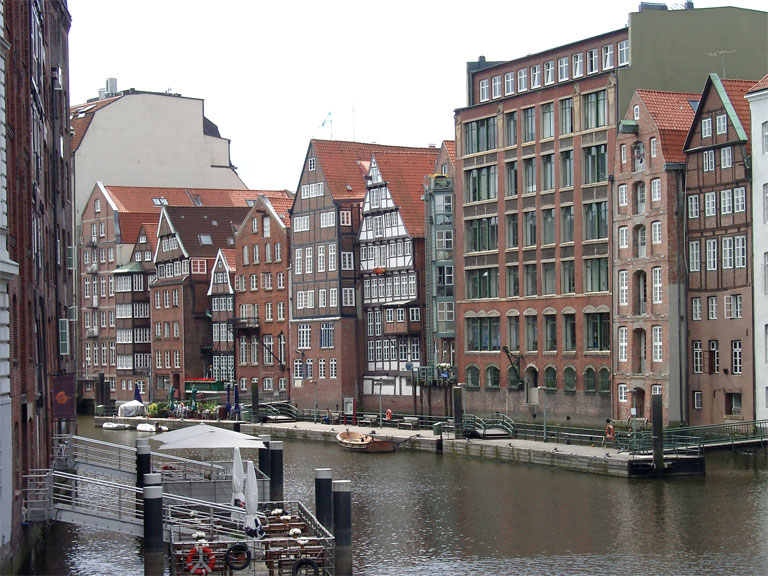
Deichstraße

1971 gründete Zeuner zusammen mit dem Künstler Horst Dietrich in Hamburg-Altona die Fabrik (Hamburg).

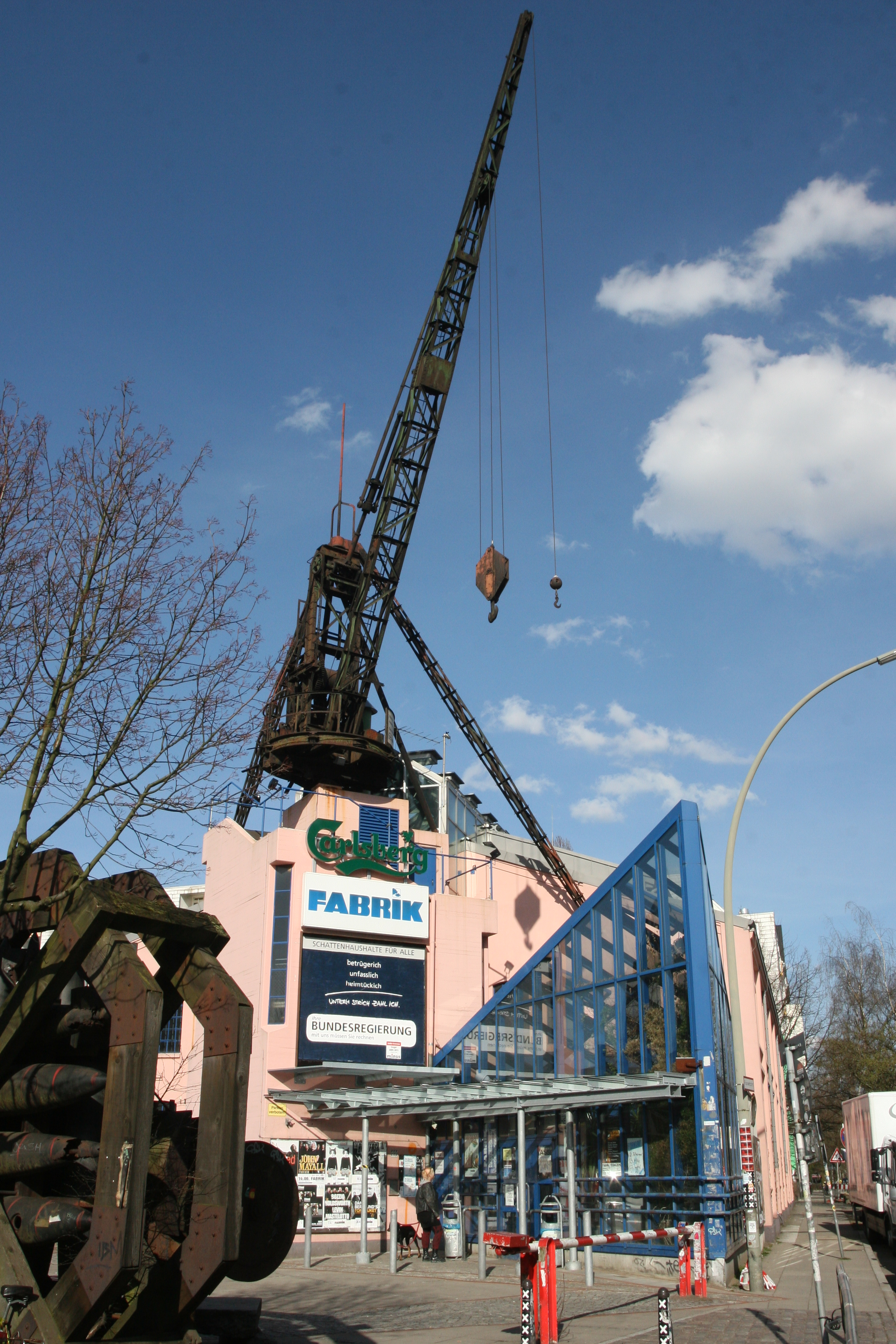
FABRIK Hamburg

 In einer ehemaligen Maschinenfabrik entstand das erste Kommunikationszentrum Deutschlands und war Vorbild für viele weitere Zentren. Für den Umbau des kirchenschiffartigen Raums mit zwei umlaufenden Galerien erhielt Zeuner den Architekturpreis des Hamburger Senats.
In den 1970er Jahren verließ Zeuner die Partnerschaft GRZ und führte als freischaffender Architekt ein eigenes Büro. Während dieser Phase baute Zeuner u. a. im Quartier zwischen Rondeel und Dorotheenstraße in Hamburg-Winterhude Wohn- und Bürohäuser und u. a. die Wohnbebauung Rondeel 23–25.

## Werke (Auswahl)

### Neubauten
- 1966 Haus von Hanstein (Fachwerkhaus)
- 1974 Terrassenhausanlage, Strandweg 86, Hamburg-Blankenese
- 1971 Bauherrenmodell, Hamburg-Bergedorf
- 1976 Gemeindezentrum Mümmelmannsberg in Hamburg (zusammen mit Otto Rehder und Friedhelm Grundmann)[1]
- 1982 Mehrfamilienhaus, Hamburg Rondeel 23–25

### Denkmalpflege
- 1973–1980 Historische Fleethäuser, Deichstraße Hamburg-Altstadt

### Umbauten/Instandsetzung
- 1981 Stadtvilla Innocentiastraße 26, Hamburg-Rotherbaum
- 1983 Stadtvilla Innocentiastraße 42, Hamburg-Rotherbaum

### Altenheime
- 1975 Altenwohnheim der Methodistenkirche, Bremen-Schwachhausen
- 1998 Altenheim Fontane, Brandenburg Wittstock

### Krankenhäuser
- 1997 Krankenhaus Innere Medizin, Brandenburg Wittstock
- 2001 Krankenhaus der Grundversorgung, Brandenburg Pritzwalk

### Verkehrsbauten
- 1975 U-Bahn Langenhorn Markt, Hamburg (mit Friedhelm Grundmann und Otto Rehder)

### Gewerbliche Bauten
- 1967 Kurhaus Bad Driburg
- 1967 Agfa -Produktion und Verwaltung-, Hamburg-Wandsbek
- 1969 CB-Michael, Büroneubau
- 1971 IBN Getreidesilo, Algerien Algier
- 1981 Conoco, Mineralölgesellschaft
- 1982 Software Haus, Hamburg Dorotheenstraße
- 1983 Geschäftshaus, Hamburg Dorotheenstraße